# Suhárská univerzita
Suhárská univerzita (arabsky جامعة صحار‎) je první soukromá ománská univerzita. Sídlí ve městě Suhár, který leží na severu země v guvernorátu Severní al-Batína. Univerzita byla založena roku 2001 vydáním královského dekretu a je přidružena Queenslandské univerzitě, která sídlí v Austrálii.